# Sandra Goldbach
Sandra Goldbach (Dresde, RDA, 15 de abril de 1977) es una deportista alemana que compitió en remo.
Ganó tres medallas en el Campeonato Mundial de Remo entre los años 1999 y 2003. Participó en los Juegos Olímpicos de Atenas 2004, ocupando el quinto lugar en la prueba de dos sin timonel.

## Palmarés internacional
| Campeonato Mundial | Campeonato Mundial      | Campeonato Mundial | Campeonato Mundial |
| Año                | Lugar                   | Medalla            | Prueba             |
| ------------------ | ----------------------- | ------------------ | ------------------ |
| 1999               | St. Catharines (Canadá) | Medalla de plata   | Cuatro sin timonel |
| 2001               | Lucerna (Suiza)         | Medalla de bronce  | Ocho con timonel   |
| 2003               | Milán (Italia)          | Medalla de bronce  | Cuatro sin timonel |